# Rynarcice (województwo opolskie)
Rynarcice (niem. Rennersdorf) – wieś w Polsce, położona w województwie opolskim, w powiecie nyskim, w gminie Korfantów.

## Nazwa
9 września 1947 r. nadano miejscowości polską nazwę Rynarcice.

## Historia
W 1933 r. w miejscowości mieszkało 288 osób, a w 1939 r. – 284 osoby.
Wieś ucierpiała podczas powodzi we wrześniu 2024.

## Zabytki
Do rejestru zabytków Narodowego Instytutu Dziedzictwa wpisany jest:
- kościół filialny pw. św. Mikołaja z 1. połowy XVII–XIX wieku.